# 博德沃西洛什
博德沃西洛什，是匈牙利包尔绍德-奥包乌伊-曾普伦州所辖的一个村。总面积19.22平方公里，总人口1042，人口密度54.2人/平方公里（2011年1月1日）。